# Charles Pinot Duclos
Charles Pinot Duclos (Dinan, 12 febbraio 1704 – Parigi, 26 marzo 1772) è stato uno scrittore e storico francese.

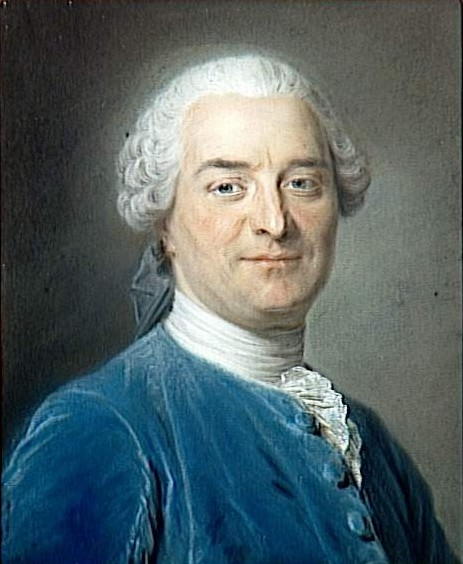
Charles Pinot Duclos

Uomo intelligente e brillante, condusse una vita mondana a Parigi e venne eletto all'Accademia di Francia, di cui ricoprì anche la carica di segretario perpetuo. Esordì con il romanzo La storia della baronessa Luz (1741) e fu anche autore di saggi.
Per sei anni sindaco della sua città natale, Dinan, e nel 1750 (grazie alla protezione di Madame de Pompadour e di Luigi XV) diventa storiografo di corte: furono pubblicate postume le sue Memorie segrete sul regno di Luigi XIV (1790) e il Viaggio in Italia, resoconto di un suo viaggio del 1766.

## Biografia
Figlio d'un ricco cappellaio di Dinan, Duclos era destinato a rilevare l'attività paterna, ma, dato che era un bambino dotato di un'intelligenza acuta e di una buona memoria, la madre vedova decise di mandarlo a Parigi per completare gli studi. Frequenta prima l'accademia dell'abate de Dangeau in rue de Charonne, poi il Collegio d'Harcourt, dove studia diritto con l'obiettivo di diventare avvocato. Si abbandona tuttavia alla dissipazione, dedicandosi soprattutto allo studio delle armi, prima di decidere di consacrarsi alla letteratura. Frequenta il Café Procope e il Café Gradot, dove viene presto notato per la sua conversazione piacevole e vivace.
Era, secondo Jean-Jacques Rousseau, “un uomo retto e abile” mentre La Harpe scrive che ”professava una franchezza brusca che non dispiaceva [...] Per abitudine o per disegno, manteneva questo tono anche nelle lodi, e si può giudicare che non gli sfuggiva. Inoltre, aveva un fondo di rettitudine che lo rendeva incapace di piegare la sua opinione o la sua libertà a qualsiasi interesse o politica; eppure questo non era un ostacolo al suo avanzamento, perché non offendeva mai l'autostima dei letterati, e sapeva come interessare a suo favore quella delle persone di potere”.
Fece il suo esordio letterario nelle raccolte di barzellette pubblicate dai letterati della società del conte di Caylus con titoli come Étrennes de la saint Jean, Recueil de ces Messieurs, Les Manteaux, Les Écosseuses ou les Œufs de Pâques.
Protetto da Madame de Pompadour e Madame de Tencin, Duclos era molto popolare in tutti i salotti filosofici e nei caffè letterari, oltre che membro della società del Caveau e (dal 1739) dell'Académie des inscriptions et belles-lettres. I cittadini di Dinan lo nominarono poi sindaco della loro città nel 1744 e, in questa veste, partecipò agli Stati di Bretagna. Quando questi furono richiesti dal Re nel 1755, Duclos ricevette le lettere di nobilitazione.
Il 26 gennaio 1747 fu ammesso all'Académie française, nonostante avesse scritto solo tre romanzi (peraltro libertini), un balletto e un saggio storico, Histoire de Louis XI (1745). Nel 1750 sostituì Voltaire come storiografo di Francia, che era partito per la Prussia.
Nel 1751 pubblicò Considérations sur les Mœurs, di cui Luigi XV disse: “È opera d'un uomo onesto”. Le Mémoires pour servir à l'histoire des mœurs du XVIIIe siècle, pubblicate poco dopo, erano un complemento alle Considérations. Approfittando della sua posizione di storiografo, scrisse Mémoires secrets des règnes de Louis XIV de Louis XV, che apparvero solo dopo la sua morte.
Nel 1755 Duclos divenne segretario perpetuo dell'Académie française. In questo ruolo fu molto attivo e rese molti servizi all'Académie, svolgendo un ruolo importante nell'edizione del 1762 del Dictionnaire, di cui scrisse la prefazione. Si oppose alle candidature di grandi signori quando questi non avevano sufficienti credenziali letterarie, e sostenne la dignità dell'Académie ogni volta che ne ebbe l'occasione, dimostrando grande fermezza durante l'elezione del conte di Clermont, ottenendo che rinunciasse al titolo di “Monseigneur”, e del maresciallo di Belle-Isle, ottenendo che si sottomettesse all'obbligo delle visite.
All'Académie sostenne generalmente il partito dei philosophes, ma non vi aderì perché gli eccessi dei suoi membri lo irritavano: “I grandi ragionatori e i piccoli ragionatori del nostro secolo”, disse, “faranno e diranno così tanto che finiranno per mandarmi in confessione”. I suoi rapporti con Voltaire furono freddi e la loro corrispondenza fu solo accademica e cortese. Non ebbe invece rapporti né con d'Alembert né con Diderot, da cui fu criticato per avergli ostacolato la candidatura all'Académie. Nonostante ciò, contribuì con articoli di critica e storia dell'arte all'Encyclopédie. In generale, il carattere autoritario di Duclos rese spesso difficili i rapporti con i colleghi.
Nel 1763, Duclos fu spinto a lasciare la Francia dopo essersi schierato con l'amico e compatriota La Chalotais contro il duca d'Aiguillon. Nel 1763 si recò allora in Inghilterra. Nel 1766, avendo criticato troppo la condanna di La Chalotais, dovette recarsi in Italia e al suo ritorno scrisse le Considérations sur l'Italie, che furono pubblicate solo dopo la Rivoluzione. Tornato a Parigi, morì nella capitale nel 1772 a 68 anni.